# Генетически модифицированные сельскохозяйственные культуры
Генетически модифицированные сельскохозяйственные культуры — культурные растения, генотип которых был искусственно изменён при помощи методов генной инженерии.

## Цель генетического модифицирования

### Биофортификация
Генетические изменения используются для создания новых сортов с увеличенной питательной ценностью.

## Использование

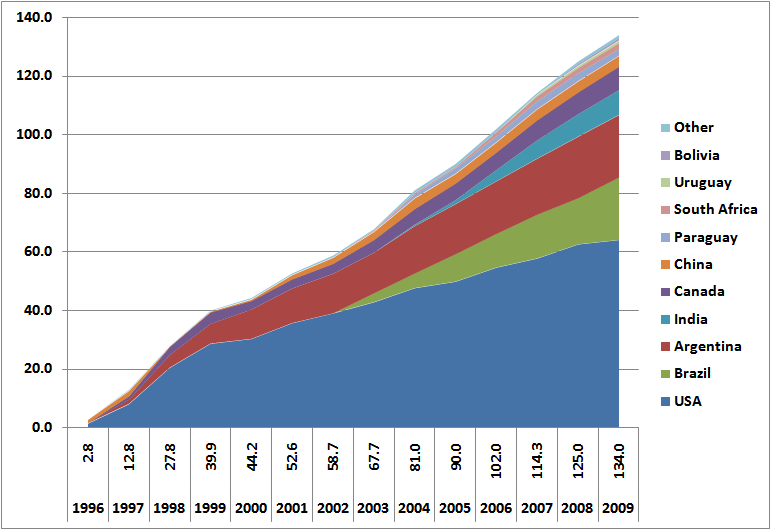
Площади сельскохозяйственного культивирования с/х ГМ-культур 1997—2009

Первой с/х ГМ-культурой, одобренной для продажи в США в 1994 г., стал томат "Flavr Savr".
В 2017 году 24 страны выращивали и 43 страны импортировали генетически модифицированные с/х культуры.

## Регулирование

### Китай
В 2017 г. процесс одобрения импортируемых с/х ГМ-культур занимал в среднем 2.9 года (от 1.5 до 6 лет.). Рассматриваются только культуры, одобренные в стране-изготовителе для тех же целей. Проводятся полевые испытания в 3 этапа и испытания на безопасность пищевых продуктов.